# Clows Top
Clows Top – wieś w Anglii, w hrabstwie Worcestershire, w dystrykcie Wyre Forest. Leży 22 km na północny zachód od miasta Worcester i 183 km na północny zachód od Londynu.